# UTC+3:30
UTC + 3:30 ou Horário de Teerã é o fuso horário onde o horário local é contado a partir de mais três horas e trinta minutos do horário do Meridiano de Greenwich.
Longitude ao meio: 52º 30' 00" L

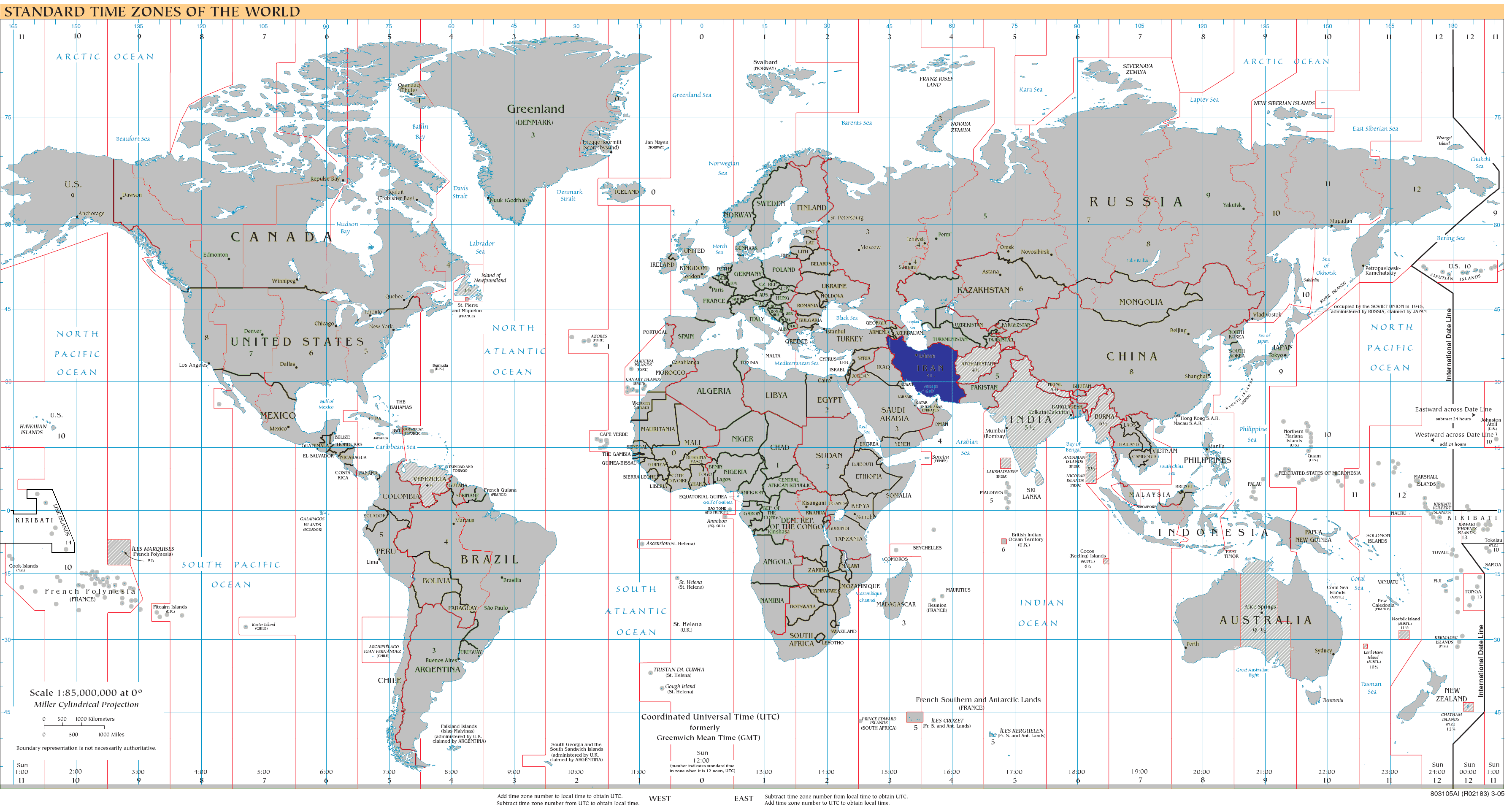
Mapa contendo as variações de tempo de acordo com a longitude, com a UTC+3:30 em destaque (azul)

Este fuso horário é usado apenas pelo:  Irão